# Neikkarapatti
Neikkarapatti là một thị xã panchayat của quận Dindigul thuộc bang Tamil Nadu, Ấn Độ.

## Nhân khẩu
Theo điều tra dân số năm 2001 của Ấn Độ, Neikkarapatti có dân số 11.891 người. Phái nam chiếm 50% tổng số dân và phái nữ chiếm 50%. Neikkarapatti có tỷ lệ 65% biết đọc biết viết, cao hơn tỷ lệ trung bình toàn quốc là 59,5%: tỷ lệ cho phái nam là 75%, và tỷ lệ cho phái nữ là 55%. Tại Neikkarapatti, 9% dân số nhỏ hơn 6 tuổi.